# Isis-Nefert
Isis-Nefert fue una reina egipcia de la dinastía XIX que vivió durante los años 1295 a 1250 a. C., aproximadamente. Su nombre significa Isis la Bella, y también lo portaron, al menos, una hija y una nieta suya. Otras grafías de su nombre: Isisnefert, Isisnofret, Isetnofret.
Desconocemos por completo los orígenes de Isis-Nefert, ya que su marido, el que más tarde sería el faraón Ramsés II, se preocupó de ocultarlos con gran cuidado. Al parecer, Ramsés II e Isis-Nefert se casaron muy jóvenes, aún antes de que el primero fuera asociado al trono por su padre, Sethy I. Algunos especulan que Isis-Nefert pudo haber sido la primera esposa del joven Ramsés, y que solo un año o dos más tarde llegaría su gran rival, Nefertari, pero no hay ninguna evidencia de ello.
| Q1 | X1 · X3 | F35 | D21 · X1 | B7 |

| Q1 | X1 · X3 | F35 | D21 · X1 | B7 |

## Gran Esposa Real
El impresionante carisma de Nefertari y la dedicación que Ramsés destinaba para con ella ha hecho que la figura de Isis-Nefert haya pasado a un segundo plano y que sea muy poco conocida. Lo cierto es que esta situación se dio desde muy pronto, pues pese a ser Isis-Nefert la primera esposa, cuando llegó al trono Ramsés II no se separó nunca de Nefertari, y se hizo representar muchísimas más veces con ella que con Isis-Nefert. Además, Nefertari ocupó un importante papel político y fue una reina de carácter y presencia, mientras que Isis-Nefert tuvo que conformarse con residir en el palacio y no ocupar ninguna función especial salvo el cargo de Gran Esposa Real, que la diferenciaba de concubinas y esposas secundarias.
No obstante, no hay que infravalorar la figura de Isis-Nefert. La reina trabajó muy pronto para encumbrar a sus hijos a lo más alto, cosa que consiguió con un éxito rotundo: dos hijos suyos fueron en su tiempo los favoritos a la sucesión, otro sería el siguiente faraón y al menos dos hijas suyas llegaron a ser grandes esposas reales.
Se ha planteado en numerosas ocasiones la competencia entre la prole de Isis-Nefert y la de Nefertari, y aunque da pie a la imaginación (intrigas palaciegas, herederos al trono, muertes de príncipes y reinas...) nada es seguro. Es realmente curioso que en los monumentos que no aparece Nefertari sí lo hace Isis-Nefert, o viceversa, y que nunca aparecen los hijos de una acompañando a la otra, y también es algo demostrado que hubo muchas desapariciones en el seno de la familia real muy seguidas, pero no por ello habría que dar por seguro un conflicto entre las dos reinas de Ramsés II, el Grande.

## Descendencia
Los hijos más importantes que nacieron de Ramsés II y de Isis-Nefert fueron, por orden de nacimiento:
- Ramsés. El segundo hijo varón del monarca. Durante mucho tiempo fue candidato a la sucesión, junto con Amenherjepeshef, su hermano mayor. Ostentó importantes cargos en el ejército. Murió en algún momento entre los años 26 y 52 del reinado de su padre.
- Bint-Anat. Era la primera hija de Ramsés II. Se casaría con su propio padre entre los años 26 y 32 de su reinado, cuando tanto Nefertari como Isis-Nefert deberían haber ya muerto. Fue uno de los pocos vástagos que sobrevivió a su padre.
- Jaemuaset. El cuarto varón. Nació el mismo año en que Ramsés II fue coronado faraón. Es el príncipe mejor conocido, debido a sus labores filantrópicas y sapienciales. Fue Sumo Sacerdote de Ptah, y era tenido por el hombre más sabio del reino, dotado incluso de poderes mágicos. Falleció en el año 55.
- Merenptah. Es el decimotercer varón. La longevidad de su padre en el trono hizo que, pese a su remota posición en la línea sucesoria, acabase por ser el siguiente faraón, aunque ya a una avanzada edad. Gobernaría durante diez años en un Egipto cada vez más débil.
- Isis-Nefert II. Sería la gran esposa real de su hermano Merenptah, y la madre del faraón Sethy II. A menudo se la confunde con Isis-Nefert III, hija de Jaemuaset y que quizás también se casase con Merenptah.
- También existe la posibilidad de que Isis-Nefert fuera la madre de un príncipe llamado Sethy y de una princesa llamada Nebettauy, quien después sería también gran esposa real de Ramsés II.

Isis-Nefert desaparece de escena en la tercera década del reinado de su poderoso marido. Sobrevivió a su gran rival, Nefertari, pero ignoramos durante cuánto tiempo. Su muerte fue pronto suplida por una segunda generación de reinas, encabezadas por la hija de Isis-Nefert, (Bit-Anat), las de Nefertari (Meritamón) (Nebettawy) e incluso una princesa hitita (Maathornefrura). Isis-Nefert, la primera esposa de Ramsés II, sería enterrada en el Valle de las Reinas, en una tumba que aún no ha sido descubierta. Su momia nunca ha sido identificada.

## Constancia histórica
En comparación con las apariciones de Nefertari, apenas hay vestigios de Isis-Nefert, aunque la mayoría de éstos están repartidos por el norte del país (mientras que, curiosamente, los de Nefertari lo están por el sur). Esta circunstancia podría deberse a que muchas de las obras de aquellos monumentos estuvieron dirigidas por su hijo Jaemuaset, cuyo amor filial impulsaría a representar a su madre tantas veces como pudiera.
Su nombre aparece en varias inscripciones y estatuas:
- Aparece en una estela familiar de Asuán. La parte superior del registro muestra a Ramsés II, Isis-Nefert y Jaemuaset ante Jnum, y la inferior a los príncipes Ramsés y Merenptah, a la Reina y a la princesa Bint-Anat.
- Otra estela de familia (Speos en West Silsila) muestra a Ramsés II, Isis-Nefert y Bint-Anat con un Jaemuaset niño ante Ptah y Nefertum. El registro inferior muestra a los príncipes Ramsés y Merenptah.[8]